# Güney (Denizli)
Güney (türkisch für Süden) ist eine Stadt im gleichnamigen Landkreis der türkischen Provinz Denizli und gleichzeitig ein Stadtbezirk der 2012 geschaffenen Büyükşehir belediyesi Denizli (Großstadtgemeinde/Metropolprovinz). Güney liegt etwa 75 km nördlich des Zentrums von Denizli.
Der 1948 gebildete İlçe befand sich Ende 2020 mit 9746 Einwohnern auf Platz 14 von 19 der bevölkerungsreichsten Landkreise der Provinz. Die Bevölkerungsdichte liegt mit 27 Einwohnern je Quadratkilometern unter dem Provinzschnitt (86 Einwohnern je km²).
In der Nähe befindet sich der Güney-Wasserfall.